# The Chuck Norris Experiment
The Chuck Norris Experiment är ett svenskt rockband från Göteborg och Kungsbacka. Bandets musikaliska inriktning påminner om hårdrock blandat med punkrock. Gruppens namn har inget att göra med kampsportslegenden Chuck Norris utan är en hyllning till den amerikanska bluesgitarristen Charles "Chuck" Norris som spelade in sitt livealbum Los Angeles Flash i Frölunda Kulturhus i Göteborg 1980.

## Diskografi

### Studioalbum
- 2005 - Chuck Norris Experiment
- 2006 - Volume! Voltage!
- 2007 - ...And The Rest Will Follow
- 2008 - The Return Of Rock'n'Roll
- 2009 - The Chuckies
- 2010 - Dead Central
- 2014 - Right Between The Eyes (Plats 23 på Sverigetopplistan)[1]
- 2017 - Chück Me!
- 2021 - This Will Leave A Mark
- 2024 - 20

### Samlingsalbum
- 2010 - Hot Stuff
- 2012 - Best Of The First Five
- 2018 - Hotter Stuff

### Livealbum
- 2013 - Live At Rockpalast
- 2016 - Live In London

### Artistsamarbeten
- 2012 - Nick Oliveri / Chuck Norris Experiment (splitalbum med Nick Oliveri)